# La Comtesse d'Escarbagnas
La Comtesse d'Escarbagnas est une comédie-ballet de Molière avec une musique de Marc-Antoine Charpentier et des ballets de Pierre Beauchamp. Elle est commandée par Louis XIV pour le remariage de son frère avec la princesse palatine de Bavière, après son veuvage. Des chants et de la danse (musique originellement composée par Jean-Baptiste Lully, puis refaite par Marc-Antoine Charpentier) lors d'une reprise en 1672, rehaussaient ce spectacle de qualité fait pour épater la cour allemande.
On considère cette pièce comme le pendant féminin de Monsieur de Pourceaugnac.
Jouée pour la première fois à Saint-Germain-en-Laye, le 2 décembre 1671, Molière l'interpréta vingt fois. Hormis Le Bourgeois gentilhomme, c'est la comédie-ballet de Molière qui fut la plus souvent représentée.

## Argument
Une provinciale s'entiche de bonnes manières qu'elle se vante d'avoir apprises à Paris.

## Personnages
- La comtesse d'Escarbagnas, veuve noble d'Angoulême qui vient de faire un voyage à Paris. Elle se vante d'y avoir vu la cour et appris les meilleures manières, mais ne parvient qu'à se rendre ridicule.
- Le comte d'Escarbagnas, fils de la comtesse. La pièce nomme deux autres fils sans les montrer, le Marquis et le Commandeur.
- Le vicomte, Cléante de son prénom, soupirant en titre de la comtesse ; il est en réalité amoureux de Julie mais leurs amours sont contrariées par la haine que se vouent leurs familles.
- Julie, amie de la comtesse et amante du Vicomte. Mais elle se sert en réalité de l'aveuglement de la Comtesse pour parvenir à ses fins avec le Vicomte.
- M. Tibaudier, conseiller et soupirant de la comtesse. Amateur de vers et d'auteurs latins, il respecte le vicomte bien qu'il soit son rival.
- M. Harpin, receveur des tailles et soupirant de la comtesse. Contrairement à monsieur Tibaudier, il est violemment jaloux du vicomte.
- M. Bobinet, précepteur du comte.
- Jeannot, laquais de Monsieur Tibaudier.
- Criquet, laquais de la Comtesse d'Escarbagnas.
- Andrée, suivante de la Comtesse d'Escarbagnas.